# Конд (Єреван)
Конд (вірм. Կոնդ) — історична місцевість у середмісті Єревана. Є одним із найстаровинніших кварталів міста. Знаходиться в межах сучасного району Кентрон столиці Вірменії.
За словами вірменського історика Ованеса Шахатунянца, Конд розташований на західному та південному схилах пагорбів і біля підніжжя однойменного скелястого пагорба. Його західною межею історично була річка Раздан, а північною — нині неіснуюче кладовище Козерн.

## Назва
Вірменське слово конд (вірм. կոնդ) перекладається як довгий схил. Таку ж назву має скелястий, кам'янистий пагорб, у підніжжя якого й розбудували квартал.
За часів перського панування поширеною була назва Тапебаші (перс. تپه باشی, тур. Tepebaşı). Ця назва тюркського походження й перекладається як верхівка пагорба (тур. tepe – пагорб, тур. başı – голова, верхівка).

## Історія

### Давнина
Точна дата заснування Конду невідома. Найдавнішою частиною кварталу було старовинне кладовище Козерн II–XIII століть, знищене у XX столітті. Конд виник поряд із кладовищем.

### Заснування
Конд відомий з початку XVII століття як північний присілок Єреванської фортеці. У 1604 році Конд, як і фортецю, було розорено та знищено військами турецького візира Лала Мустафа-паші. Рік потому його населення було вигнане з цих земель за наказом шаха Аббаса І.
У 1630-их роках Конд став одним із трьох перших кварталів (магал) Єревана, відбудованих довкола Єреванської фортеці під час відновлення міста:
- Конд (вірм. Կոնդ)
- Караганк (вірм. Քարահանք)
- Шахар або Старе Місто (вірм. հին քաղաքն)

Конд на той час мав переважно вірменське населення та перебував під впливом княжої родини Ґегамянів.
У 1632 році на кладовищі Козерн було поховано усевірменського католикоса Мовсеса III Татеваці, а 1933 року над його могилою звели каплицю (зруйнована землетрусом у наступні роки, відновлена у XIX столітті).
У 1679 році квартал зазнав значних руйнувань внаслідок землетрусу, що знищив Єреванську фортецю та решту міста, однак станом на 1710 рік Конд було відбудовано.

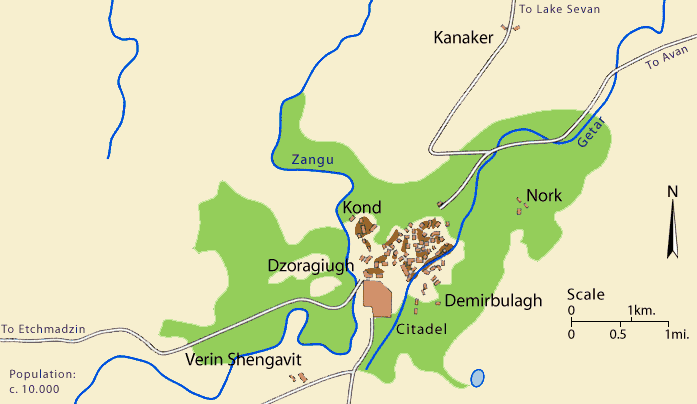
Конд на мапі Єревана, датованій XVIII століттям

Утім, протягом наступних століть вірменське населення Конду скоротилося за рахунок насильницьких переміщень вірмен:
- 1795 рік – 20 000 вірмен з усього міста (зокрема, з Конду) примусово переселені до Грузії за наказом царя Картлі-Кахетинського царства Іраклія II[7]
- 1806–1827 роки – більша частина вірменського населення Єревану вигнана з міста на терени Персії або продана у рабство за наказом сардара Єреванського ханства Хусейна Каджара[8]

Тому станом на 1830 рік, вірмени складали лише 36,5 % від населення Конду.
| Етнічний склад населення Єревана станом на 1830 рік |                     |                    |                     |        |      |        |
| Квартал                                             | Вірмени             | Вірмени            | Вірмени             | Татари | Роми | Усього |
| Квартал                                             | З Єревана (корінні) | ЗіСхідної Вірменії | З Західної Вірменії | Татари | Роми | Усього |
| Конд                                                | 1,176               | 374                | 18                  | 2,537  | 195  | 4,300  |
| Караганк                                            | —                   | 230                | —                   | 1,595  | —    | 1,825  |
| Шахар                                               | 998                 | 1,111              | 30                  | 3,199  | —    | 5,338  |
| Єреван                                              | 2,174               | 1,715              | 48                  | 7,331  | 195  | 11,463 |
| Єреван                                              | 3,937               |                    |                     | 7,331  | 195  | 11,463 |

### XX століття
На початку XX століття, значна частина мусульманського населення Єревану покинула місто внаслідок воєнних дій між турецькими та вірменськими військами. Їх замінили біженці з Західної Вірменії, що рятувалися від геноциду вірменського народу османськими військами.

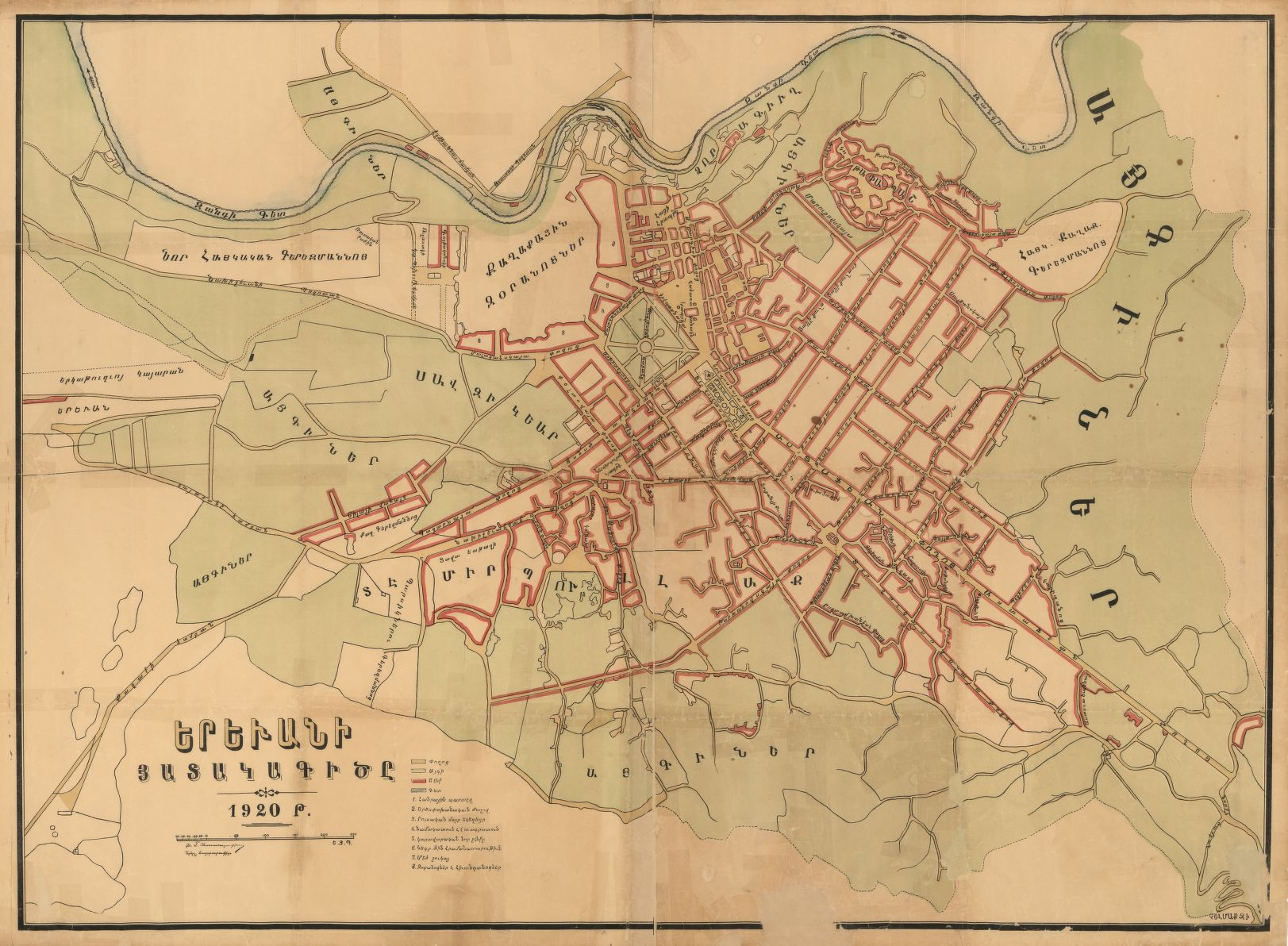
Мапа Єревана у 1920 році. Конд знаходиться у північно-східній частині міста, на південь від Раздану

За радянських часів частину історичної забудови Конду будо знесено задля будівництва нових вулиць та готелю «Двін», заради чого було відселено близько 500 осіб. Серед втрачених памʼяток – кладовище Козерн, на місці якого зараз проходить Козернська вулиця.
Радянська влада міста мала плани повністю перебудувати квартал у 1984 році, але ці плани так і не було втілено в життя.

### Сучасність
Наразі Конд, попри значну кількість старовинних будівель та історичних памʼяток, перебуває у занепаді. У 2002 році було представлено план часткової перебудови кварталу, але його не було втілено.

## Історичні пам'ятки
- Мечеть Аббаса Кулі
- Церква Івана Хрестителя
- Кладовище Козерн (втрачено)

## Світлини

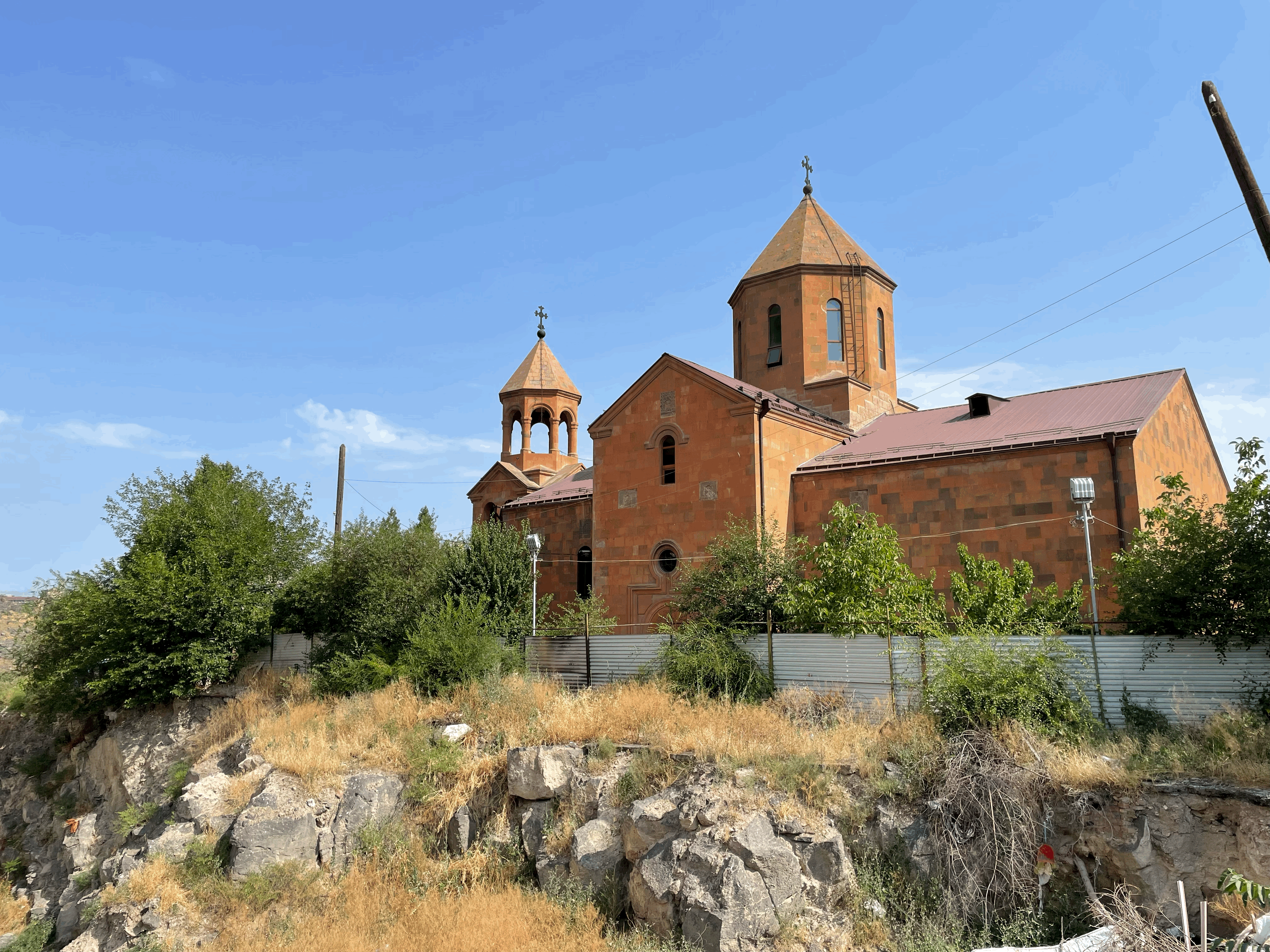
Церква Івана Хрестителя
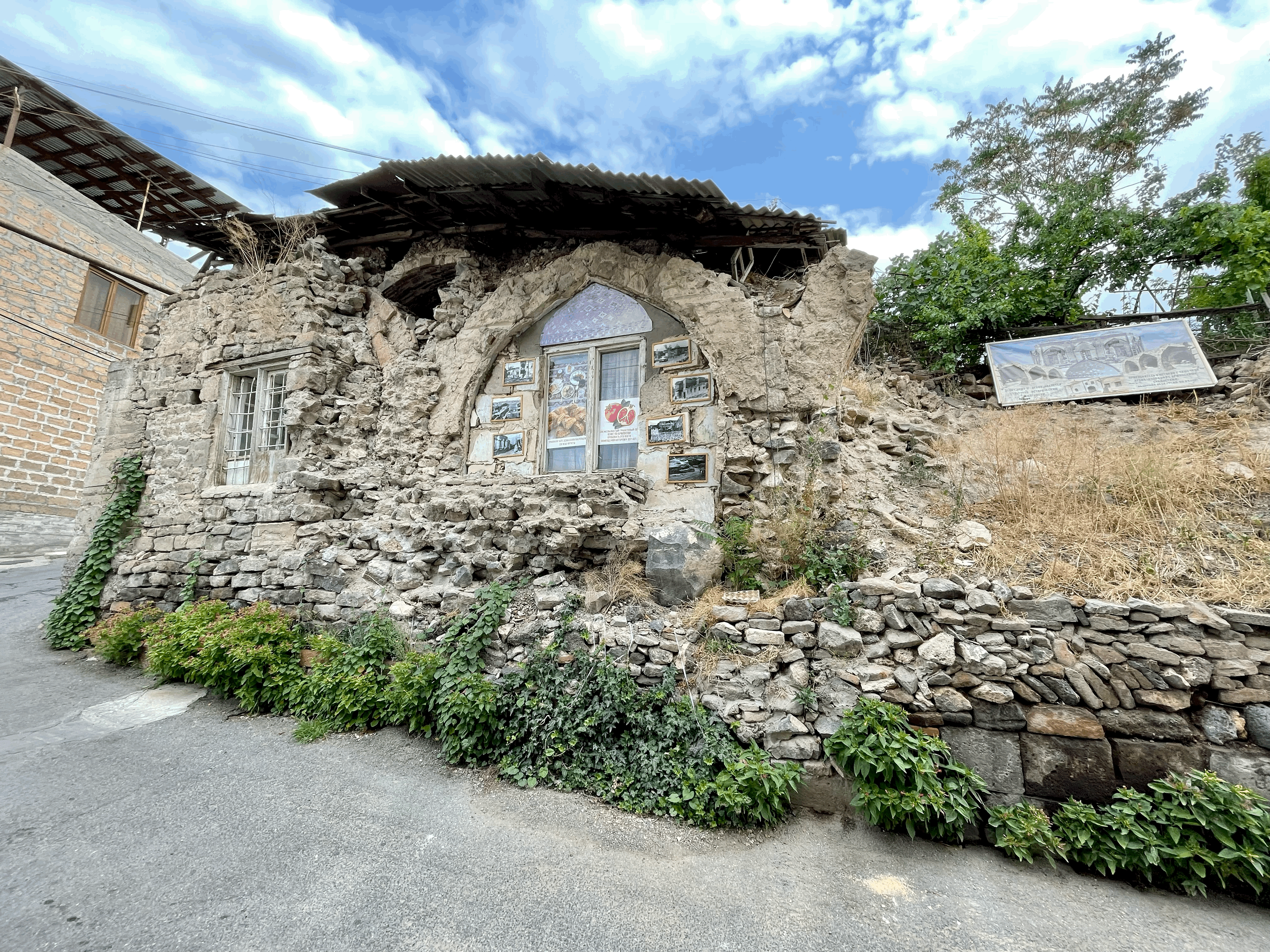
Руїни мечеті Аббаса Кулі, вигляд ззовні
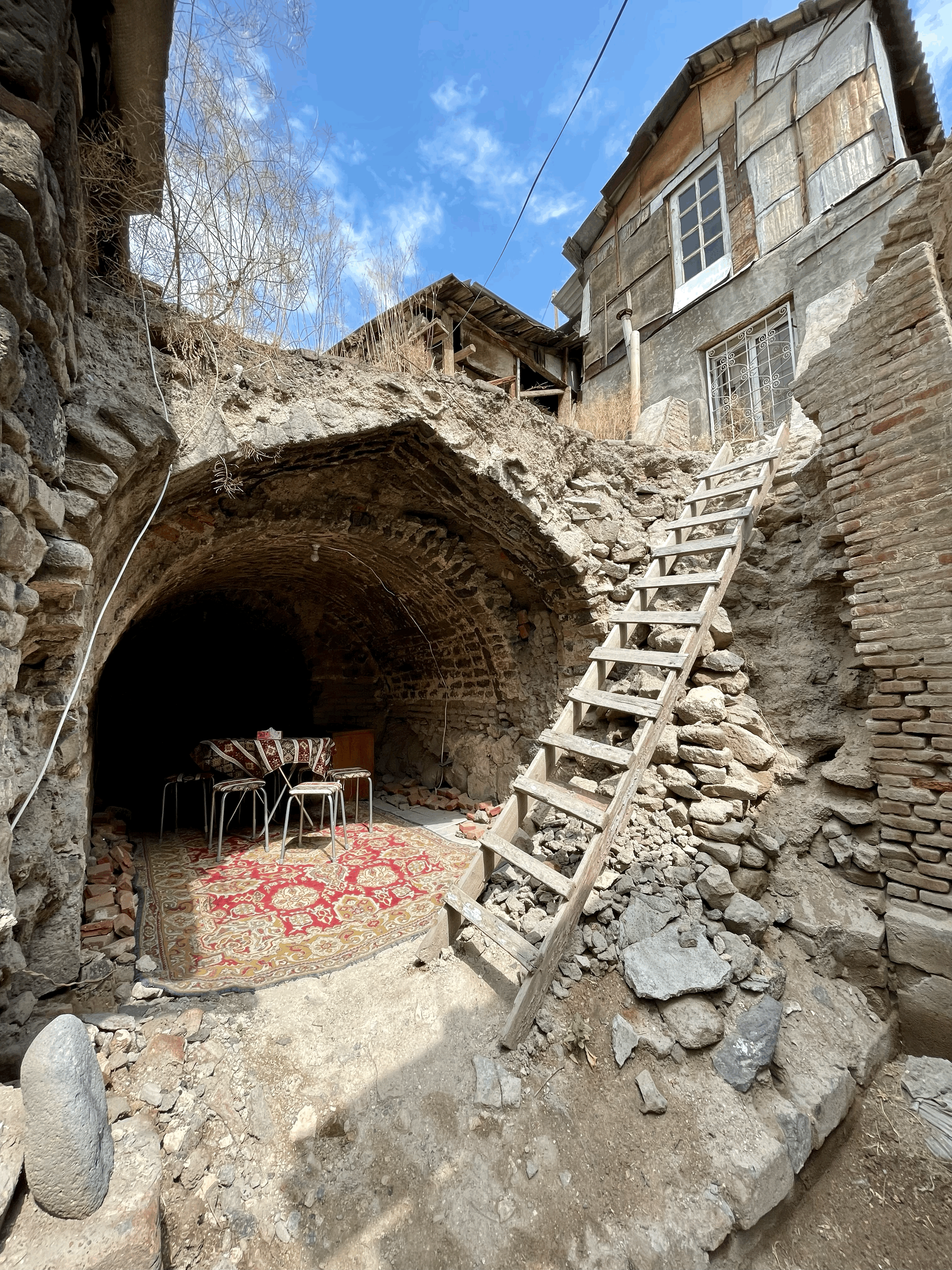
Руїни мечеті Аббаса Кулі, вигляд зсередини
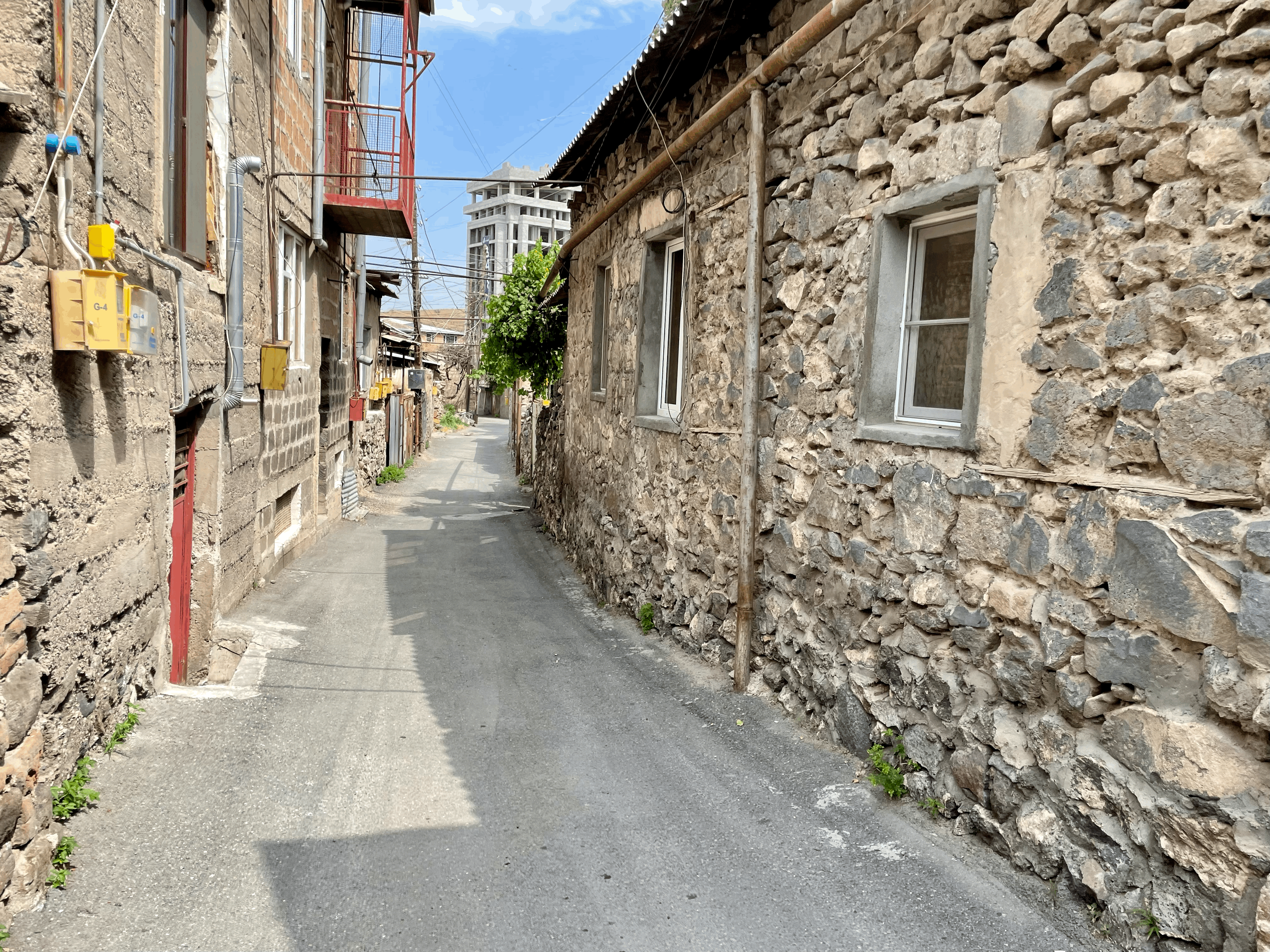
Вузькі вулички Конду
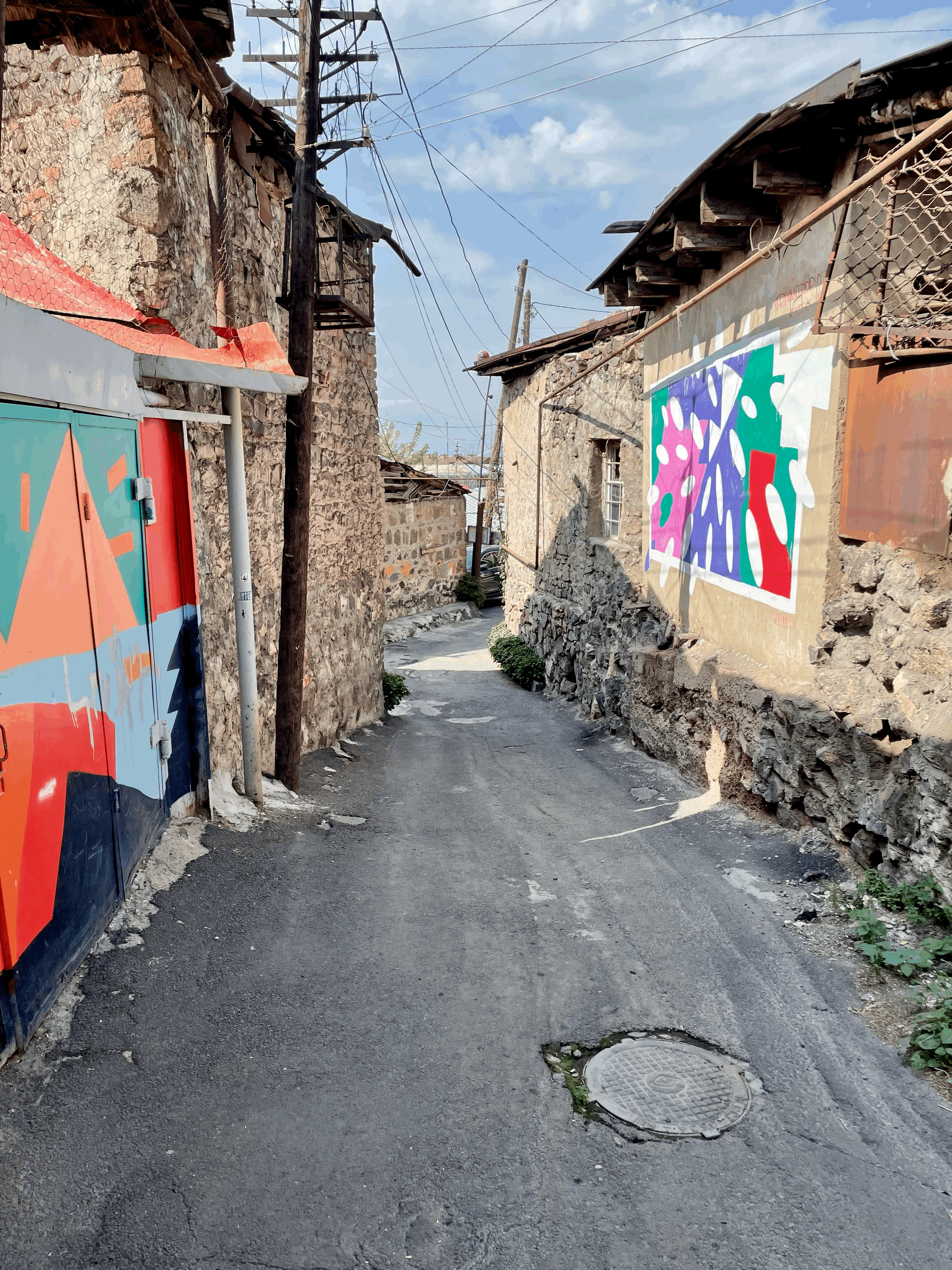
Стінописи на вуличках Конду
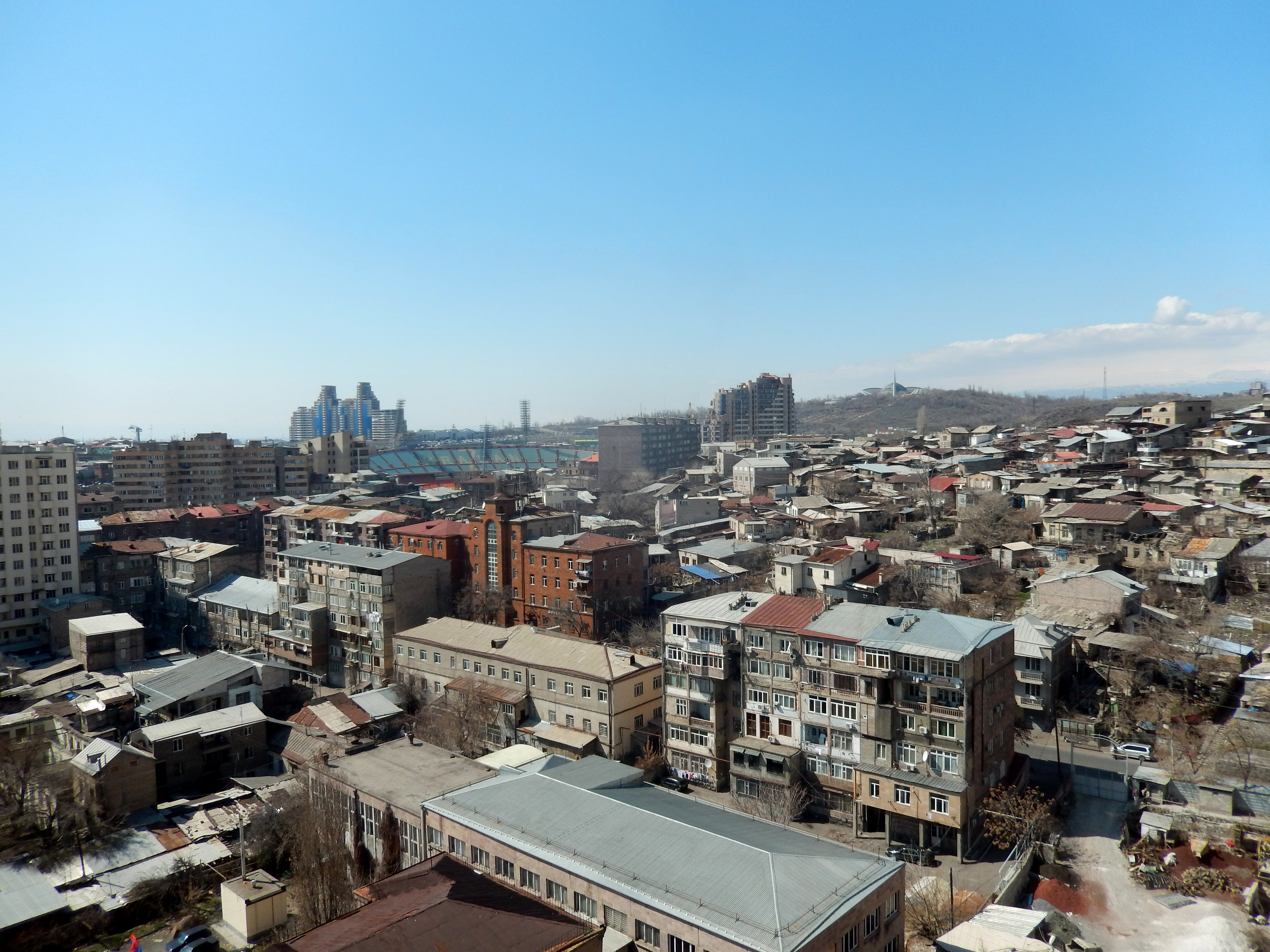
Краєвид Конда з боку вулиці Лео (квартал з правого боку)
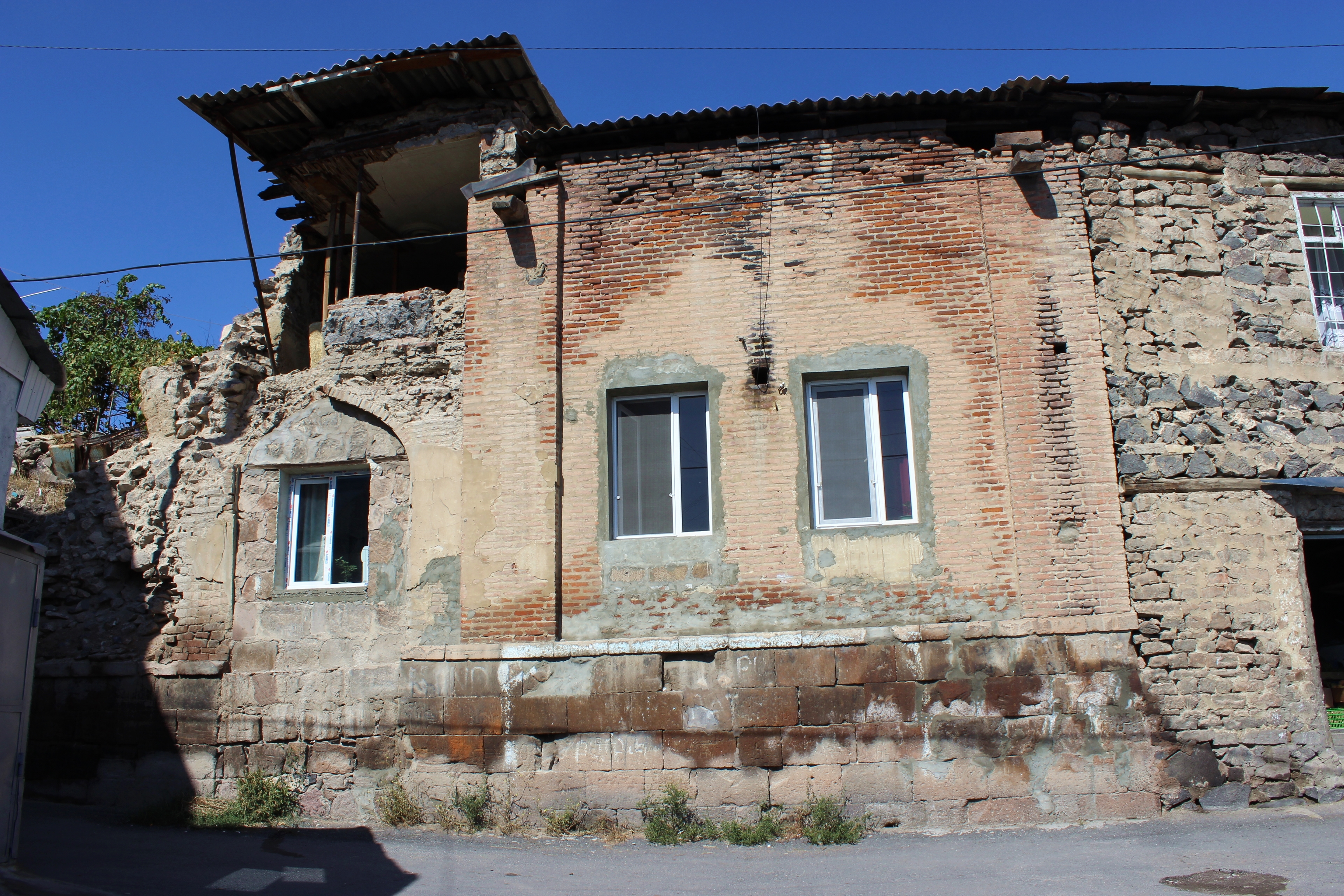
Занедбаний житловий будинок. Архітектура перського зразка

## Інтернет-ресурси
- Pictures of Kond - Old Yerevan
- YouTube: "Kond, the forgotten part of Yerevan"